# Likangala
Likangala (ang. Likangala River) – rzeka w Malawi, o długości 50 km i płynie po zróżnicowanym terenie, pomiędzy wysokościami od 1265 m do 790 m n.p.m. Jej zlewnia obejmuje powierzchnię 756 km².
Bierze swój początek na płaskowyżu Zomba w południowym Malawi i przepływa przez obszary miejskie i wiejskie, zanim wpadnie do jeziora Chilwa – terenu podmokłego o znaczeniu międzynarodowym, wpisanego na listę rezerwatu różnorodności biologicznej UNESCO i obszaru Ramsar. Jakość wody Likangali bywa zróżnicowana na całej jej długości, a wpływ na nią mają punktowe i niepunktowe źródła zanieczyszczeń.